# Evergrande Group
Evergrande Group (chiń. 恒大集团) lub też Evergrande Real Estate Group (wcześniejsza nazwa) – druga co do wielkości sprzedaży firma  deweloperska w Chinach, z siedzibą w Shenzhen. Założona w 1996 pod nazwą Hengda przez Xu Jiayina. Spółka zajmuje się głównie budową i sprzedażą mieszkań w Chinach, klientom o wyższych i średnich dochodach. Posiada także działy zajmujące się inwestycjami i zarządzaniem nieruchomościami, świadczeniem usług hotelarskich oraz działalnością ubezpieczeniową. Poprzez swoje spółki zależne zajmuje się również produkcją wód mineralnych oraz produkcją żywności. Zajmuje 122. miejsce na liście Fortune Global 500. 28 lutego 2010 grupa została właścicielem klubu piłkarskiego Guangzhou FC.

## Kryzys finansowy
Pod koniec sierpnia 2021 ujawniono, że łączne zobowiązania Evergrande na 30 czerwca wynosiły 305 miliardów dolarów.
Latem 2021 wymagania spłat zadłużenia, szacowane na setki miliardów dolarów, spowodowały kryzys płynności Evergrande, który był jednym z powodów spadków wielu indeksów giełdowych 20 września 2021.
28 lipca 2021 agencja ratingowa  Fitch obniżyła ocenę papierów dłużnych dewelopera z B- na CCC+, 7 września 2021 CCC+ na CC 2021. 28 września 2021 Fitch ponownie obniżył swoją ocenę z „CC” na „C”. Zdaniem agencji „rozpoczął się proces niewypłacalności lub podobny do niewypłacalności, emitent znajduje się w martwym punkcie lub w przypadku zamkniętego obiegu finansującego zdolność płatnicza jest nieodwołalnie zmniejszona”. Pekin rozkazał władzom poszczególnych prowincji przygotować się na upadek firmy.
4 października 2021 koncern zawiesił obrót własnymi akcjami na giełdzie w Hongkongu. Wstrzymano także handel akcjami spółki córki, Evergrande Property Services Group, która zarządza nieruchomościami i pozostaje rentowna. Handel Evergrande został zawieszony w oczekiwaniu na ogłoszenie oferty dużej transakcji, na akcje spółki Evergrande Property Services Group.
Jednocześnie pojawiły się spekulacje o planowanym nabyciu 51 procent akcji Property Services Group przez Hopson Development Holding Co za ponad 5,14 miliarda dolarów.

## Dane finansowe
| rok  | przychód        | zysk netto     | aktywa            | kapitał         |
| ---- | --------------- | -------------- | ----------------- | --------------- |
| 2010 | 45 801 401 000  | 8 024 676 000  | 104 452 464 000   | 21 366 225 000  |
| 2011 | 61 918 185 000  | 11 726 593 000 | 179 023 408 000   | 34 130 753 000  |
| 2012 | 65 260 838 000  | 9 181 921 000  | 238 990 551 000   | 41 691 325 000  |
| 2013 | 93 671 780 000  | 12 611 778 000 | 159 950 689 000   | 79 342 634 000  |
| 2014 | 111 398 112 000 | 12 604 053 000 | 206 225 229 000   | 112 378 004 000 |
| 2015 | 133 130 000 000 | 10 460 000 000 | 757 035 000 000   | 142 142 000 000 |
| 2016 | 211 444 000 000 | 5 091 000 000  | 1 350 868 000 000 | 192 532 000 000 |
| 2017 | 311 022 000 000 | 24 372 000 000 | 1 761 752 000 000 | 242 208 000 000 |
| 2018 | 466 196 000 000 | 37 390 000 000 | 1 880 028 000 000 | 308 626 000 000 |
| 2019 | 477 561 000 000 | 17 280 000 000 | 2 206 577 000 000 | 358 537 000 000 |
| 2020 | 507 248 000 000 | 8 076 000 000  | 2 301 159 000 000 | 350 431 000 000 |